# Drukarnia Klambta w Nowej Rudzie
Drukarnia W. W. Klambta w Nowej Rudzie – znajduje się przy ul. Mikołaja Kopernika 8 w Nowej Rudzie.

## Historia
Kompleks budynków został wzniesiony w latach 1860–1870, w stylu budownictwa ceglanego przez Wilhelma Wenzla Klambta (1811-1883). Od 16 maja 1945 r. drukarnia znalazła się pod zwierzchnictwem Centralnego Zarządu Państwowych Zakładów Graficznych, a od 24 października 1945 r. Dolnośląskiego Zarządu Państwowych Zakładów Graficznych. Szkołę Graficzną w tym obiekcie otwarto 8 grudnia 1946 r. Wielokrotnie zmieniała ona nazwę. 11.11.1973 r. patronem szkoły został Bolesław Bierut. 22 września 2002 r. nadano szkole imię Johannesa Gutenberga. 1 września 2005 r. instytucja znalazła się w Zespole Szkół Ponadgimnazjalnych. Obecnie mieści się tutaj Zespół Szkół (d. specjalnych), którego organem prowadzącym jest Powiat kłodzki.